# Сулейманов, Акиф Шамиль оглы
Акиф Шамиль оглы Сулейманов(азерб. Akif Şamil oğlu Süleymanov; род. 1951, Икинджи Шихлы, Газахский район) — ректор Азербайджанского технологического университета (2013—2022).

## Биография
Родился в 1951 году в с. Шыхлы 2 Газахского района. В 1969 году поступил в Азербайджанский политехнический институт на факультет автоматики и вычислительной техники. В 1972 году был переведён в Московский энергетический институт. В 1976 году окончил данный институт по специальности «ЭВМ, комплексы и системы».
Являлся инженером-регулировщиком Бакинского радиозавода.
Также преподавал в Азербайджанском техническом университете (АТУ). С 1984 года являлся ассистентом, с 1990 года старшим преподавателем кафедры вычислительной техники АТУ.
В 1995 году защитил кандидатскую диссертацию в Институте кибернетики НАНА на тему: «Действие универсальных алгоритмов многократного ввода-вывода».
В 1999 году получил звание доцента.
Являлся секретарём научного совета, заместителем начальника кафедры, заместителем декана по научной работе АТУ.
С 2001 года являлся начальником кафедры информационных технологий и программирования АТУ.
Руководил научными работами, магистерскими и аспирантскими диссертациями студентов. Участвовал в научно-исследовательской деятельности кафедры. Являлся начальником научно-исследовательской лаборатории АТУ.
Автор 150 научно-методических пособий, 12 учебников, одной монографии. Некоторые научные статьи опубликованы за рубежом.
Участвовал в международных конференциях.
Член диссертационного совета по специальности «Системный анализ, управление и обработка информации».
Член научного совета АТУ.
Член партии «Новый Азербайджан» (с мая 2000 года).
14 декабря 2009 года присвоено звание заслуженного учителя Азербайджана.
В 2011 году защитил докторскую диссертацию по теме «Модели и способы внедрения интеллекта в обработку документов в информационных системах». Доктор технических наук.
Ректор Азербайджанского технологического университета (13 марта 2013 — 19 июля 2022).